# 吉田呗菜
吉田呗菜（日语：／ Yoshida Utana，2003年9月6日—），日本女子花样滑冰运动员，2020年冬季青年奥林匹克运动会混合团体金牌得主、2023年全国锦标赛冰舞铜牌得主、2024年全国锦标赛冰舞金牌得主、2025年亚洲冬季运动会冰舞金牌得主。